# Какавида
Какавида е етап в развитието и растежа на някои насекоми, претърпяващи трансформация; стадий, когато се формира възрастното насекомо.
Този етап се среща само в холометаболни насекоми, тези, които преминават през пълна метаморфоза и имат четири етапа на развитие: яйце, ларва, какавида и имаго. Ларвата на дадено насекомо започва да се храни и да расте. Докато расте, често изменя формата си. Този процес се нарича метаморфоза.
Какавидите на различни групи насекоми имат различни имена, като например какавидите на пеперудите се различават от тези на семейството на комарите. Те могат да бъдат затворени в други допълнителни структури като пашкули, гнезда или черупки. Какавидите са неактивни и не могат да се придвижват. Имат твърда обвивка за защита и често използват камуфлаж, за да избегнат хищници.
Този етап на развитие може да трае дни, месеци и дори години.